# Cathédrale Sainte-Marie-et-Saint-Julien de Cuenca
La cathédrale Sainte-Marie-et-Saint-Julien de Cuenca (en espagnol : Catedral de Santa María y San Julián) est la principale église de la ville de Cuenca en Espagne, et le siège du diocèse de Cuenca (archidiocèse de Tolède).

## Histoire
Suivant un style gothique, les travaux débutèrent en 1196 pour s'achever en 1257.

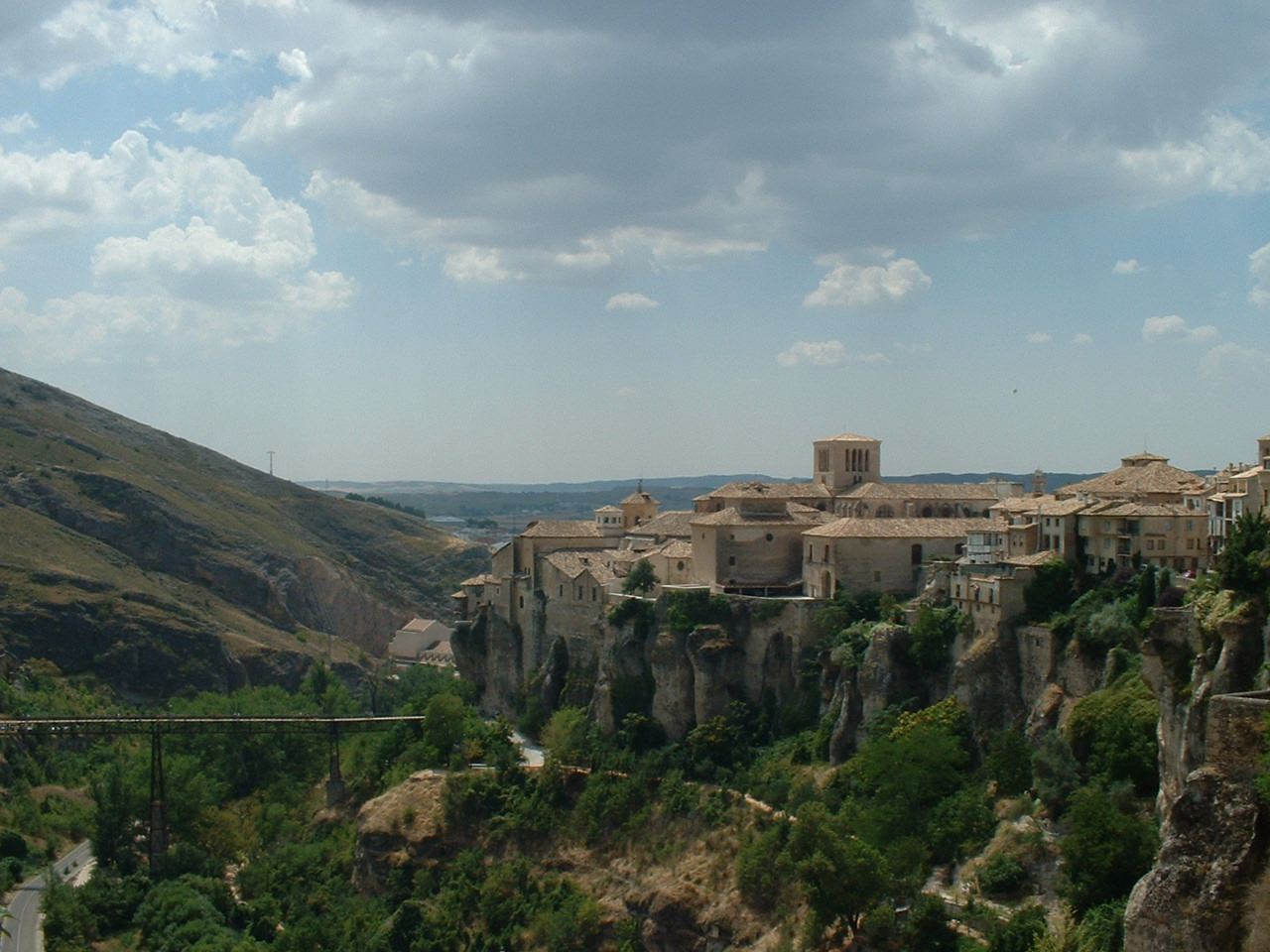
La cathédrale dans la ville historique fortifiée de Cuenca.

Alors qu'à cette époque, les constructions étaient de style roman, l'influence normande à la cour du roi Alphonse VIII a pesé sur la construction de cette cathédrale, qui devient ainsi la première de style gothique en Castille, avec celle d'Ávila. Le point marquant du bâtiment est qu'il témoigne d'une approche très ancienne de l'architecture gothique, étroitement liée à l'art franco-normand du XIIe siècle, comme les cathédrales de Soissons, Laon et Paris.

## Description

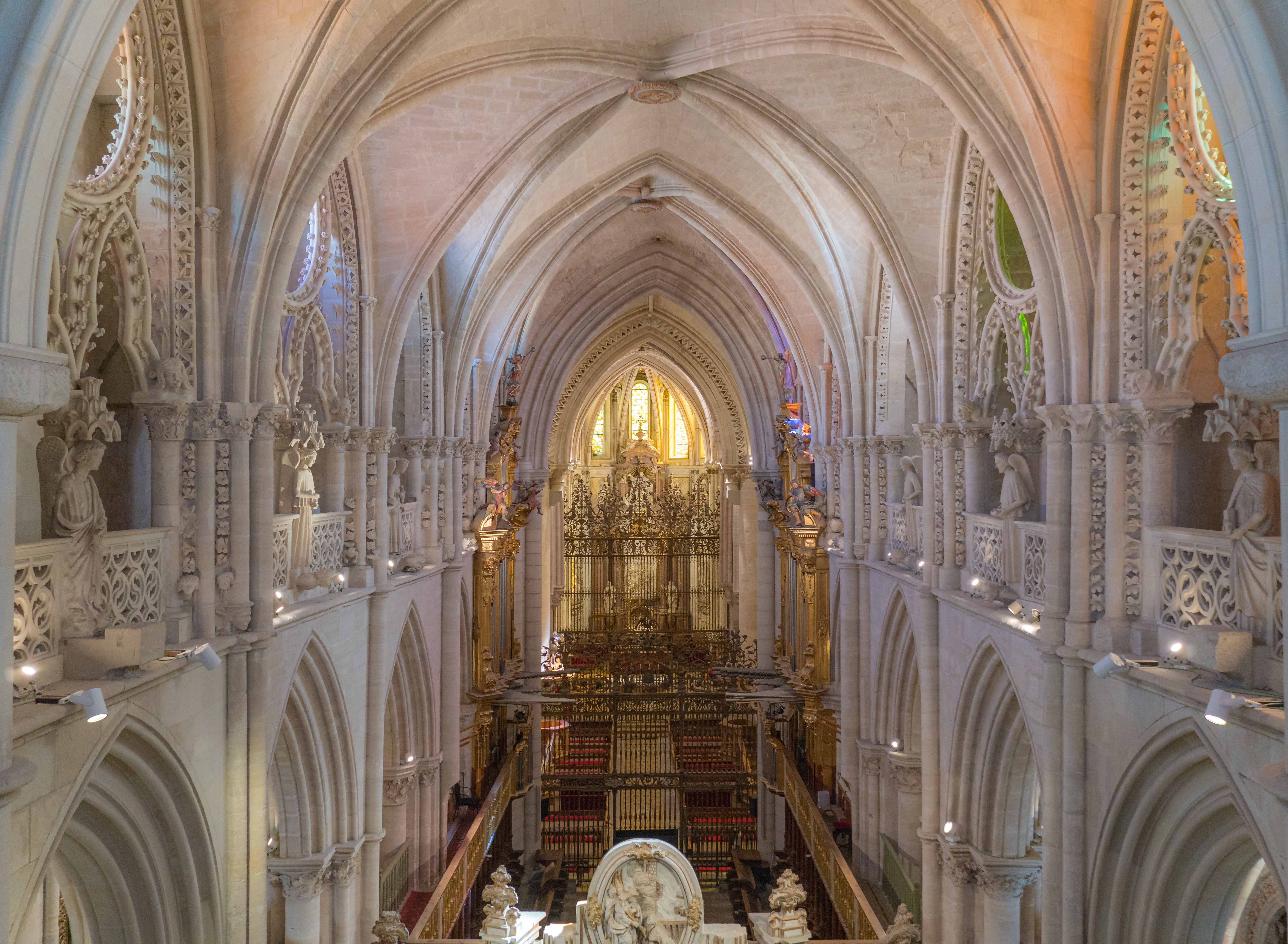
La nef.

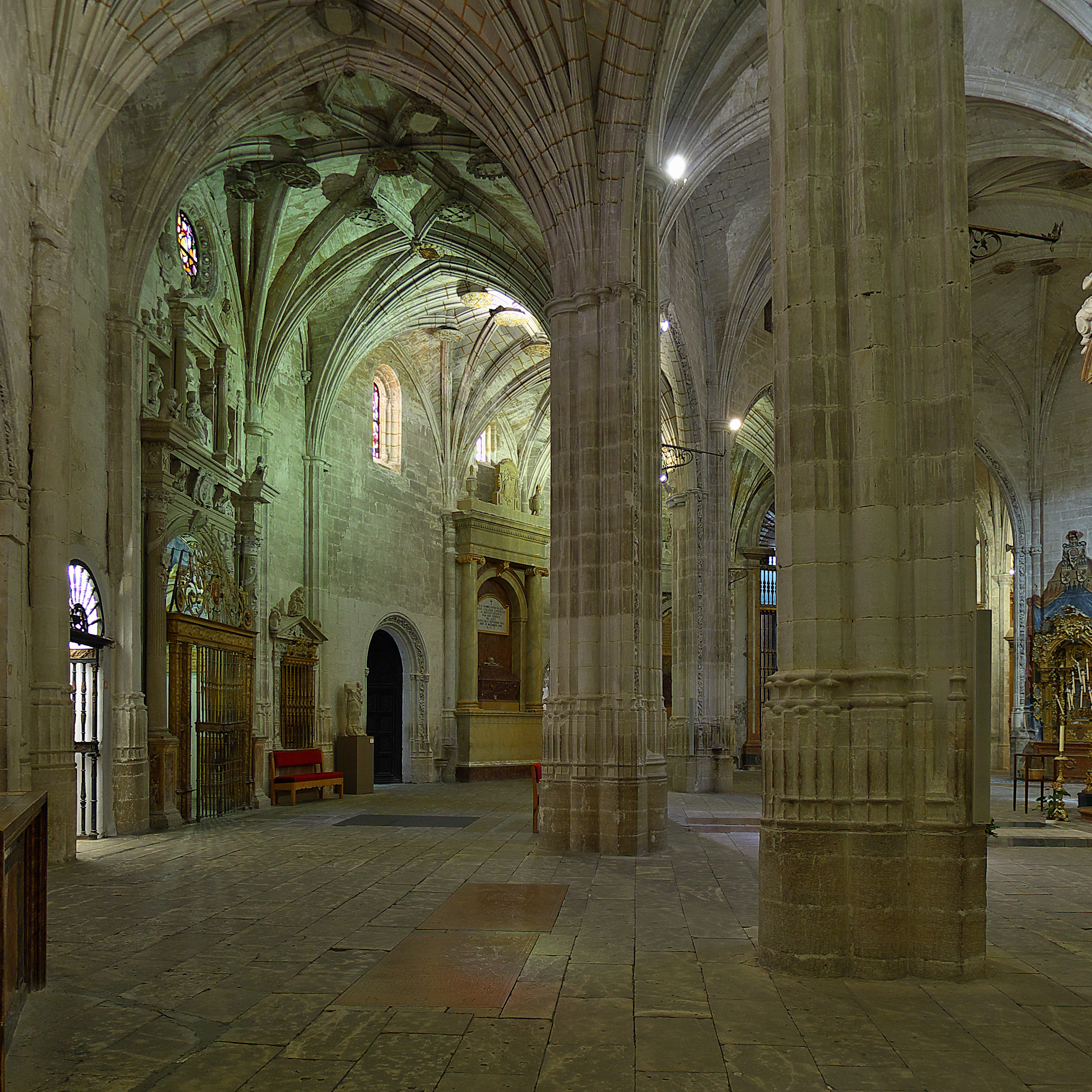
Le déambulatoire.

Comme la plupart des édifices religieux, elle a subi des transformations au cours des siècles : reconstruction du chevet au XVe siècle, rénovation quasi complète de l'extérieur au XVIe siècle, construction de la chapelle du Sacré-cœur au XVIIe siècle et réfection de la façade et des tours dans un style baroque. Au cours du XVIIIe siècle fut édifié le nouveau chœur et, au début du XXe siècle, la façade a été reconstruite après s'être écroulée en 1902. Le temple est de grandes dimensions, a une longueur de 120 mètres et 36 mètres de hauteur dans sa zone centrale interne, occupant une superficie de 10 000 mètres carrés.
On distingue plus particulièrement le déambulatoire. La façade reconstruite en 1902, œuvre de Vicente Lampérez, est inspirée de celle de la Cathédrale de Reims. À l'intérieur se trouve également un arc renaissance de Esteban Jamete.
À la fin du siècle dernier, les vitraux manquants ont été remplacés par des vitraux abstraits inspirés de la cathédrale de Cologne en Allemagne. Les artistes en charge étaient : le maître-verrier Henri Déchanet, Bonifacio Alonso et Gerardo Rueda.

## Source
- (es) Cet article est partiellement ou en totalité issu de l’article de Wikipédia en espagnol intitulé « Catedral de Santa María y San Julián de Cuenca » (voir la liste des auteurs).

## Galerie

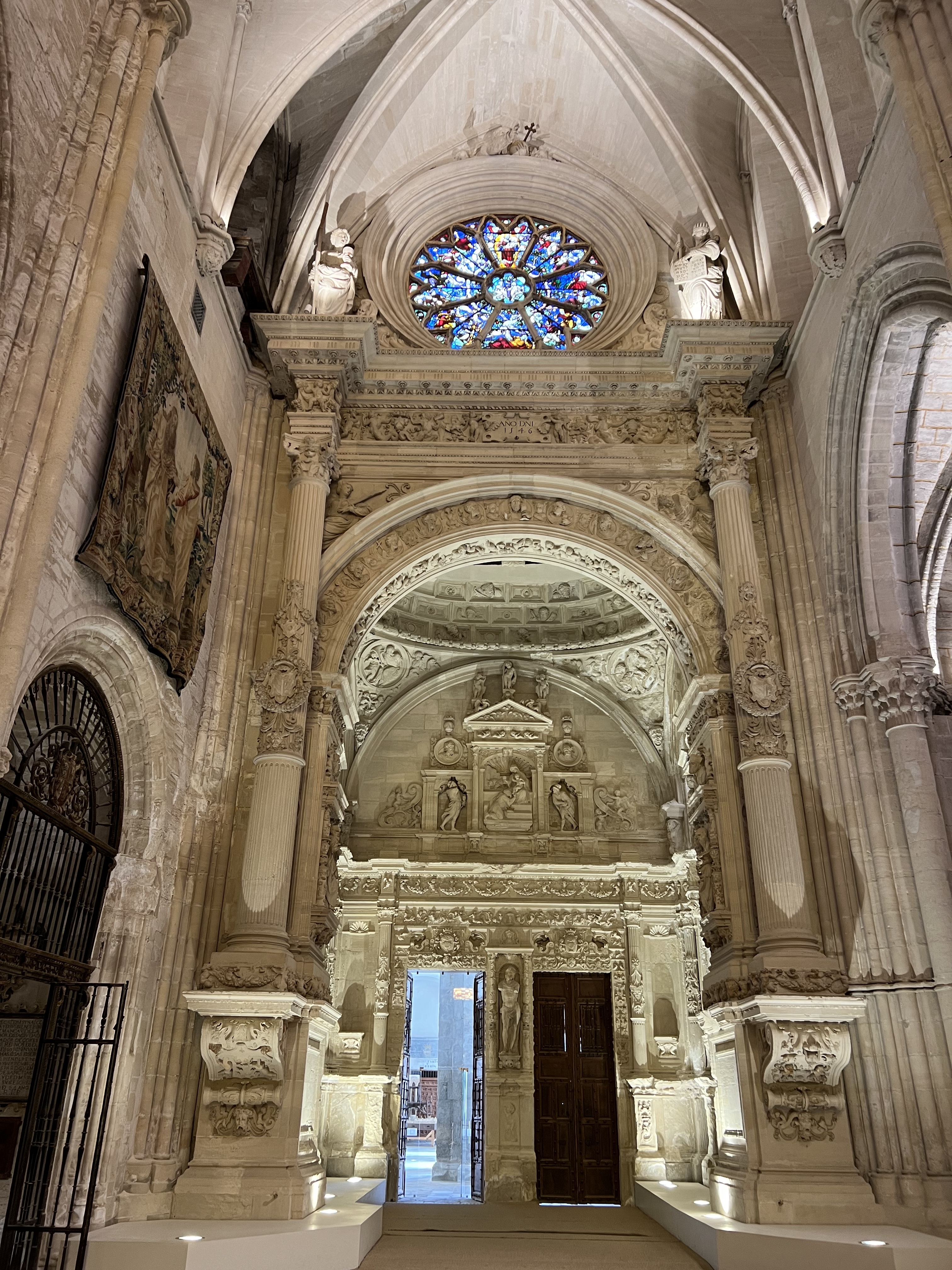
Arc sculpté par Étienne Jamet. Marque le passage de la cathédrale au cloître adjacent.
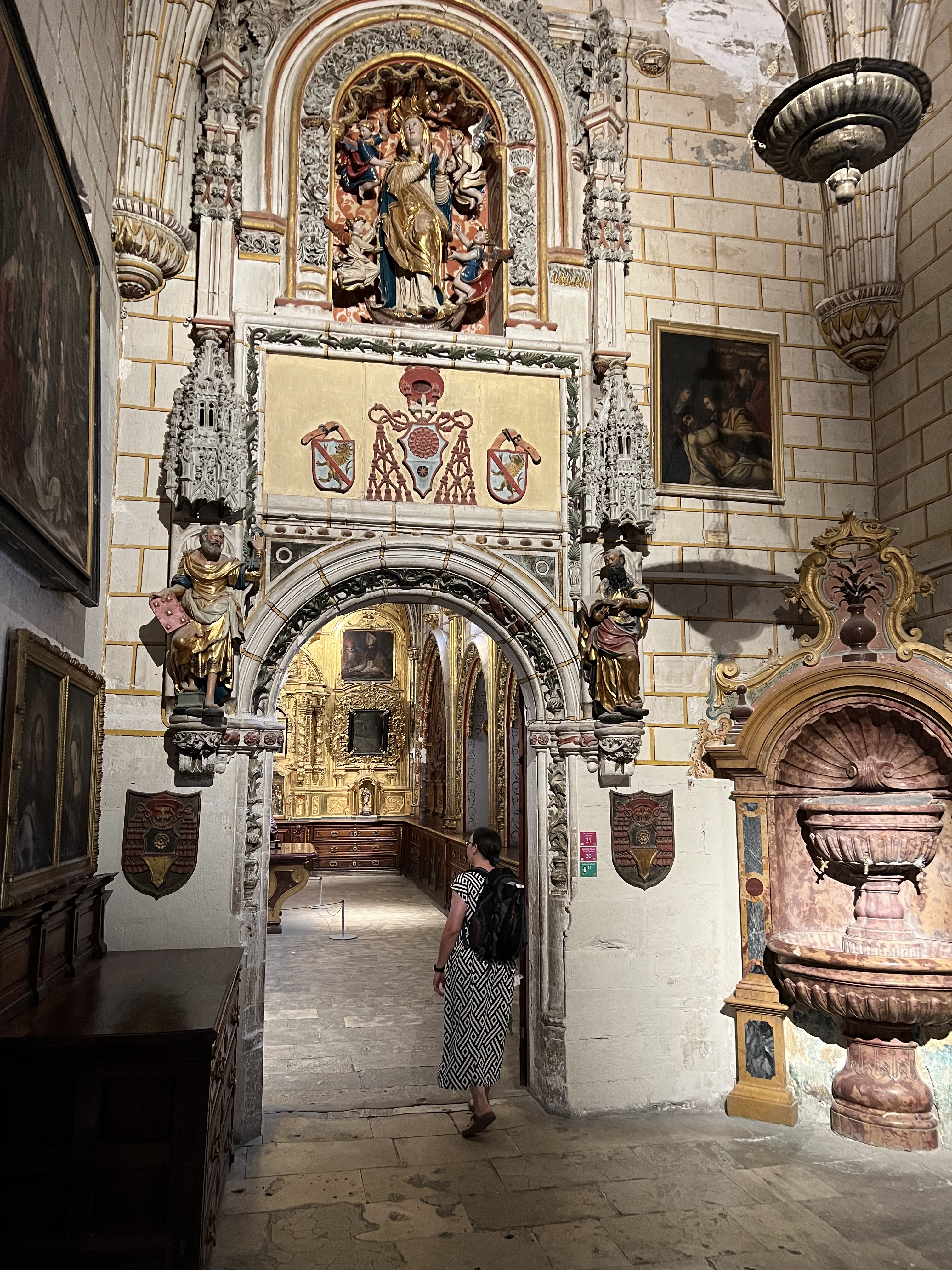
Porte d'entrée de la sacristie.
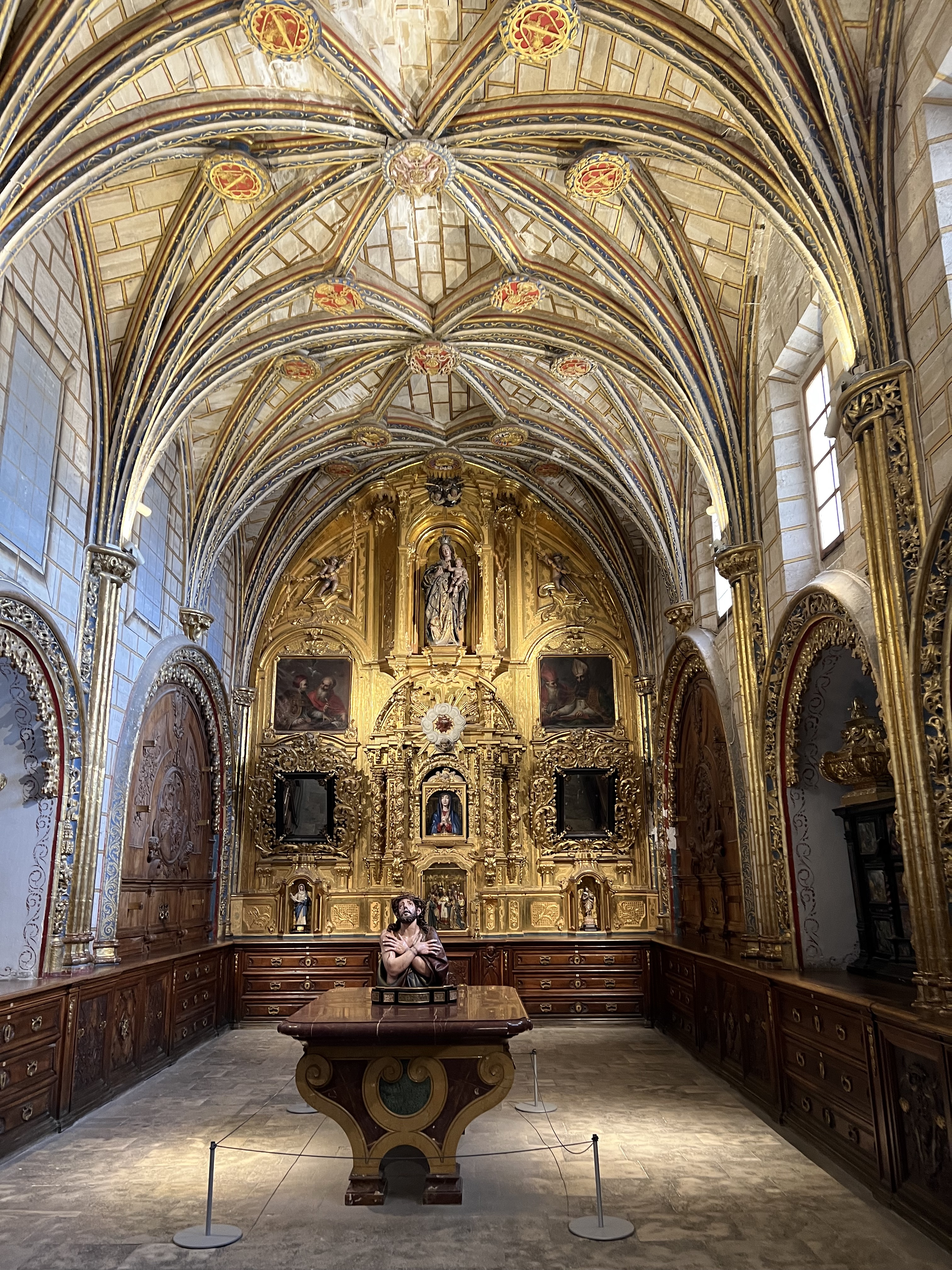
Retable du fond de la sacristie.
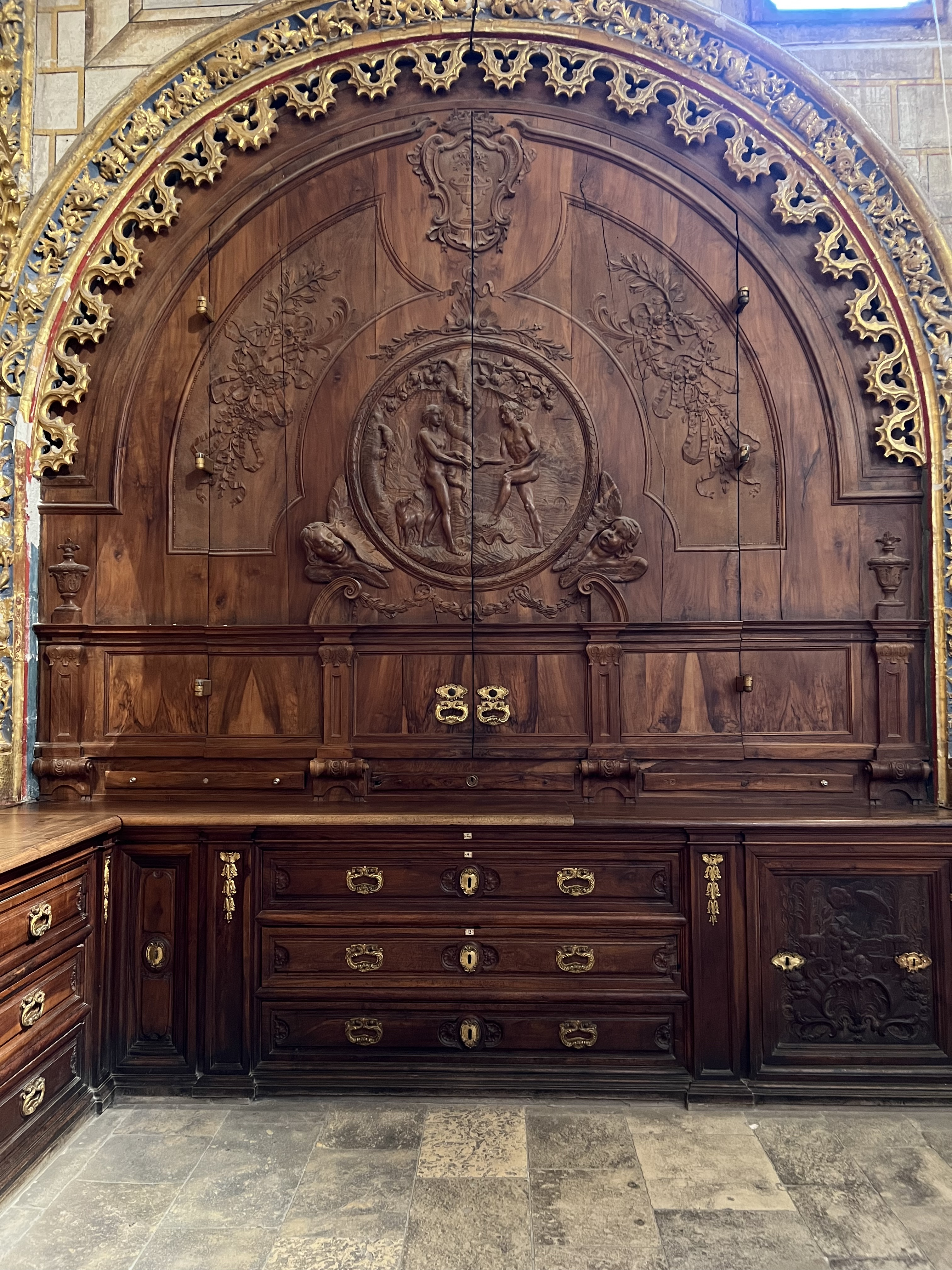
Placard sculpté à droite du retable au fond de la sacristie.